# Filippo Marchese

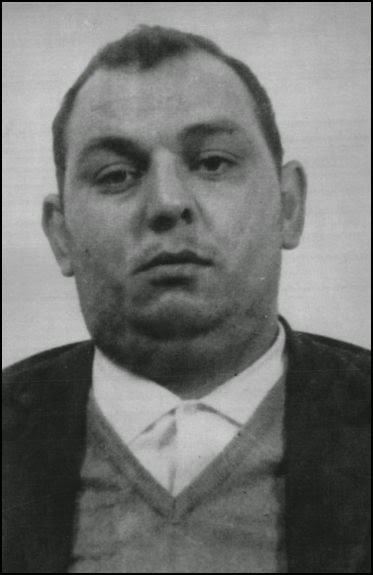
Fahndungsfoto von Filippo Marchese

Filippo Marchese (* 11. September 1938 Palermo; † September 1982 ebenda) war Mitglied der sizilianischen Cosa Nostra und kurze Zeit der Capo der Corso-dei-Mille-Familie in Palermo. Sein Spitzname war aufgrund seiner dunklen Gesichtsfarbe „Milinciana“, Aubergine oder „Fifuzzu“.
Marchese wurde insbesondere postum durch eine spezielle Methode der Lupara bianca bekannt, da er seine Mordopfer in Säure auflöste. Seine Taten wurden durch den Pentito Vincenzo Sinagra bekannt. Marchese hatte dabei zusammen mit Pino Greco einen Folterkeller in der Nähe des Hafens betrieben. Außerdem war Filippo Marchese außerhalb von Palermo verstärkt im Todesdreieck von Bagheria, Casteldaccia und Altavilla Milicia aktiv.

## Biografie
Marchese begann seine kriminelle Karriere als Unterführer der Mafiafamilie vom Corso dei Mille. 
Eine Zeit lang arbeitete er für den Boss Vincenzo Chiaracane, der mit Giuseppe Greco aus Ciaculli verwandt war.
Marchese war für die Polizei kaum greifbar, da er sich immer wieder dem Zugriff entziehen konnte. Daher stammten die meisten Informationen über ihn vom Informanten Vincenzo Sinagra.
Zu Beginn des Zweiten Großen Mafiakriegs am 11. Juni 1981 wurde sein Boss Francesco Di Noto, ein enger Freund von Stefano Bontate, bei einer Schießerei in einer Ledergerberei in der Via Messina Montagnavon von einem Killerkommando der Corleonesi ermordet. 
Marchese verbündete sich daraufhin heimlich mit der neuen Gruppierung, die mit hoher Aggressivität auf dem Schauplatz von Palermo auftrat, und wurde zu einem der Unterführer ihrer Fraktion, die mit Macht ins Rauschgiftgeschäft drängte.
Als Beweis seiner Loyalität ermordete er seinen eigenen Schwager Pietro Marchese. Im Laufe des Mafiakrieges war er an der Tötung von höher gestellten Persönlichkeiten wie Pio La Torre, Stefano Bontate, Salvatore Inzerillo und Alfio Ferlito beteiligt. Filippo Marchese wurde zu einem wichtigen Verbündeten der Corleoneser in ihrem Krieg gegen die etablierten Mafia-Familien Palermos.
Marchese beherrschte das Stadtviertel Corso dei Mille, welches sich von der Piazza Scaffa über Brancaccio und Acqua dei Corsari bis hin nach Ciaculli und Croceverde-Giardini erstreckte. In diesem Stadtviertel, welches nicht von der Polizei kontrolliert werden konnte, wurden seit den 1970er Jahren große Heroinraffinerien betrieben. Sie wurden zuvor von Pietro Vernengo, „u’ Tistuni“, kontrolliert.
Berüchtigt wurde Filippo Marchese für das „Todeszimmer“ oder „Il Covo degli Orrori“ („Höhle des Schreckens“) an der Piazza Sant Erasmo. Dabei handelte es sich um drei verdreckte Zimmer in einem abgeschiedenen Hinterhof, halb versteckt in einer Gasse der Via Ponte di Mare. Dort wurden vermutlich zwischen 30 und 100 Opfer – eine genaue Zahl kann nicht mehr festgestellt werden – gefoltert und anschließend getötet. Viele von ihnen wurden mit der Garrotte stranguliert und ihre Leichen in Salzsäure aufgelöst. Von den Opfern fand man nur noch Haar- und Hautpartikel an den Seilen, die der Strangulation dienten. Außerdem wurden dort Waffen, Munition und Sprengstoff gefunden. 
Im Krieg der Corleonesi gegen die alteingesessenen Familien in den Jahren 1981/82 nahm Marchese zusammen mit Giovanni Brusca eine bedeutende Rolle als einer der aktivsten und gefürchtetsten Mörder der sizilianischen Cosa Nostra ein.
Marchese zeigte sich bei seiner Tatausführung als sadistischer Psychopath, welcher seine Opfer eigenhändig tagelang quälte, während der Folterungen angeblich masturbierte und Kokain inhalierte.

„Obwohl Marchese der Boss der Sippe war, erdrosselte er die meisten Opfer höchstpersönlich, oft aus nichtigen Gründen. Er war ein blutrünstiger Charakter und man hatte den Eindruck, dass es ihm Spaß machte, einen Menschen umzubringen; er verlangte, dass niemand bei dem Vorgang Gefühle zeigte.“

Die Opfer wurden am Ende der Misshandlung mit einer Garrotte erdrosselt, ihre Leichen in Säure aufgelöst und die Überreste in der Kanalisation oder im Hafenbecken von Palermo entsorgt.

„Zwei Jugendliche, die ohne Genehmigung der zuständigen „Familie“ Einbrüche verübt hatten, wurden stranguliert und in ein Säurefaß geworfen. Übrig blieben ihre Armbanduhren.“

Am 13. Juli 1982 wurde dort der Kaufmann Antonio Militello, Verwandter von Totuccio Conforno, gefoltert, ermordet und anschließend auf einem der verschiedenen geheimen Mafiafriedhöfen entsorgt.
Weitere bekannte Opfer waren Rodolfo Buscemi und sein Schwager Matteo Rizzuto, die nach ihren Verbindungen zu den Kaufleuten von Villabate verhört wurden.  Nach ihren Geständnissen wurden sie stranguliert und sollten wie die anderen Opfern in einem Säurebad aufgelöst werden. Es war nicht mehr genügend Säure vorhanden, also wurden die beiden Leichen in den Kofferraum eines gestohlenen Fiat Ritmo gesperrt, welcher ins Meer geworfen wurde. Außerdem wurde Marchese als Beteiligter des Weihnachtsmassakers von Bagheria (Strage di Natale) am 25. Dezember 1981 bezichtigt.
Der Zweite Mafiakrieg fand seinen blutigen Höhepunkt im August 1982. 
Anlass des Rachefeldzuges von Filippo Marchese war die Ermordung seines Schwagers Gregorio Marchese am 3. August 1982 in Casteldaccia. Da die Mörder nicht identifiziert werden konnten, schlug er in der Gegend zwischen Bagheria, Casteldaccia und Altavilla Milicia nahezu wahllos zu und tötete innerhalb kürzester Zeit 20 Personen. 
Marcheses unbeherrschte und unkontrollierte Art wurde für Totò Riina und Michele Greco, die beiden Führer der Kommission, zu einem hohen Sicherheitsrisiko. Außerdem war Marchese auch nicht mehr länger nützlich. Ende 1982 wurde er von seinen ehemaligen Freunden Pino Greco, Giuseppe Giacomo Gambino, Salvatore Montalto und Salvatore Cucuzza ebenso wie seine Opfer durch die Garrotte erwürgt und nach bekannter Machart in Salzsäure aufgelöst.
Wenig später wurden als Racheakt auch seine Nichte (Vincenza Marchese war mit Leoluca Bagarella verheiratet. Gerüchten zufolge könnte es aber auch Selbstmord gewesen sein) und zwei seiner Neffen ermordet.
Antonio Marchese, ebenfalls ein Neffe von Filippo Marchese, war ebenfalls ein gefürchteter Auftragsmörder der Corleones und verstarb im Dezember 2022 in einem Gefängnis in Secondigliano/Neapel, nachdem er einen Großteil seines Lebens hinter Gittern verbracht hatte.